# 松本直美
松本 直美（まつもと なおみ、1968年2月24日 - ）は、石川県出身の女子ソフトボール選手。2000年シドニーオリンピック銀メダリスト。

## 経歴
シドニーオリンピックで日本代表のキャプテンを務め、銀メダルを獲得。実業団チームの選手・コーチを経て、認定心理士資格を取得後は講演・ソフトボール指導を中心に活動している。
- 1983年 - 石川県立門前高等学校に入学
- 1985年 - インターハイに出場（ベスト16）
- 1986年 - 日本リーグ1部のユニチカ垂井に入団。後に日立高崎に移籍
- 1990年 - 世界選手権に出場（5位）
- 1996年 - アトランタオリンピックに出場（4位）
- 1998年 - 世界選手権に出場（3位）
- 2000年 - シドニーオリンピックに出場（準優勝）。同年に現役引退し、日立高崎のコーチに就任
- 2008年 - 東京福祉大学を卒業し、認定心理士の資格を取得

## 選手としての特徴
チームのまとめ役として長年にわたりリーダーシップを発揮してきたことについて、日立高崎や日本代表で監督を務めていた宇津木妙子から「世界一のキャプテン」と称された。